# Laguna Redonda Airport
Laguna Redonda Airport är en flygplats i Chile.   Den ligger i provinsen Provincia Capitán Prat och regionen Región de Aisén, i den södra delen av landet, 1 700 km söder om huvudstaden Santiago de Chile. Laguna Redonda Airport ligger 608 meter över havet.
Terrängen runt Laguna Redonda Airport är bergig österut, men västerut är den kuperad. Trakten runt Laguna Redonda Airport är nära nog obefolkad, med mindre än två invånare per kvadratkilometer.. Det finns inga samhällen i närheten.
Trakten runt Laguna Redonda Airport består i huvudsak av gräsmarker.